# X Близнецов
X Близнецо́в (лат. X Geminorum), HD 48912 — одиночная переменная звезда в созвездии Близнецов на расстоянии (вычисленном из значения параллакса) приблизительно 2,11 ± 0,18 тыс. световых лет (0,65 ± 0,06 мегапарсек) от Солнца. Видимая звёздная величина звезды — от +13,8m до +7,5m.

## Характеристики
X Близнецов — красный гигант, пульсирующая переменная звезда, мирида (M) спектрального класса M5e-M8e(Tc:), или M6-7e, или M8, или M9, или Md. Есть указания на возможное присутствие в спектре линий нейтрального технеция. Светимость — около 1,09 ± 0,11 тыс. солнечных светимостей. Эффективная температура — около 3122 К. Период переменности 264,16 суток, эпоха максимума 2443553 JD.